# Таджикский международный университет иностранных языков

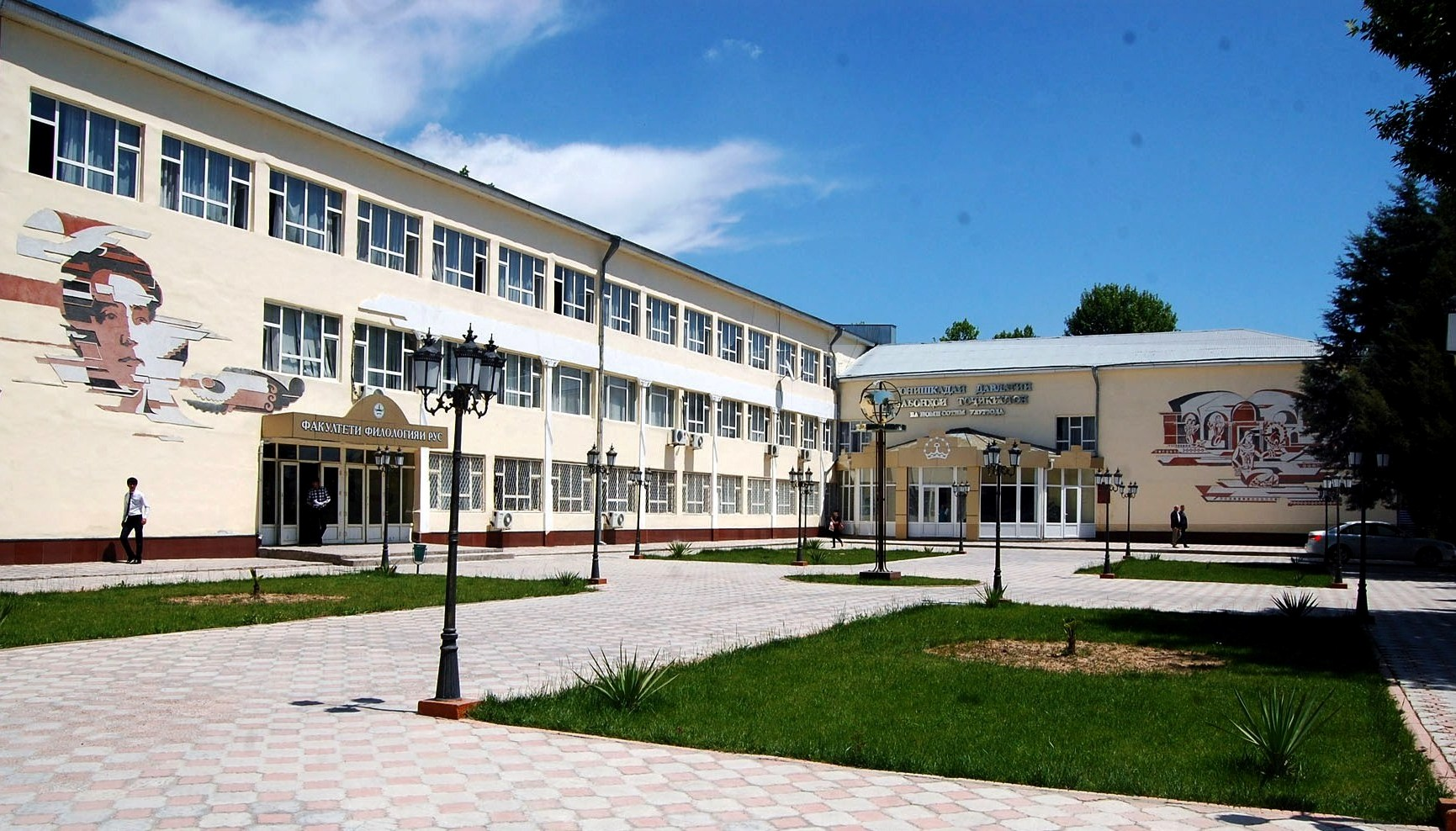
Фото ТГИЯ им. С. Улугзода

Таджикский международный университет иностранных языков имени Сотима Улугзода (тадж. Донишгоҳи байналмилалии забонҳои хориҷии Тоҷикистон ба номи Сотим Улуғзода) — высшее учебное заведение Республики Таджикистан. Расположен в г.Душанбе. Пользуется статусом государственного высшего учебного профессионального заведения Республики Таджикистан; обучение студентов осуществляется на бюджетной и договорной основе по 20 специальностям. В настоящее время насчитывает более 5000 студентов, около 200 преподавателей (2022). 

## История
Таджикский государственный институт языков был образован согласно постановлению Совета Министров СССР от 29 мая 1979 года как Таджикский государственный педагогический институт русского языка и литературы. Постановлением Совета Министров Республики Таджикистан от 6 августа 1992 года был переименован в Таджикский государственный институт языков. В 2009 году постановлением Совета Министров Республики Таджикистан институту было присвоено имя Народного писателя Таджикистана Сотима Улугзода. В 2009 году при институте начала функционировать аспирантура, с 2012 года — магистратура, докторантура и подготовительное отделение.
С 2008—2009 учебного года вуз перешёл на кредитную систему обучения, по окончании 4-летнего обучения выпускники института получат степень «бакалавра».
В институте действуют языковые Центры — Русский, Корейский и Иранский.
В настоящее время на 4 факультетах и 15 кафедрах научно-педагогической деятельностью заняты около 195 профессоров и преподавателей, в том числе и из зарубежных вузов. Институт в этом направлении сотрудничает с 13 зарубежными вузами. Сегодня (2012) в институте обучаются более 2000 студентов. За время своей деятельности вуз подготовил более 10 тыс. специалистов.
Постановлением Правительства Республики Таджикистан от 29 декабря 2022 года название Таджикского государственного института языков имени Сотима Улугзода официально изменено на Таджикский международный университет иностранных языков имени Сотима Улугзода.

## Структура института
В структуру университета входят 4 факультета :
- Романо-германских языков (специальности — «Английский язык (учитель)», «Английский язык (переводчик)», «Дошкольное образование. Английский язык», «Лингвистическое обеспечение межкультурных коммуникаций (английский, таджикский языки и внешнеполитические связи)», «Французский язык. Регионоведение», «Немецкий язык. Регионоведение», «Лингвистика и информационные технологии»)
- Восточных языков (специальности — «Таджикский язык и литература», «Делопроизводство и информационное обеспечение управления», «Восточная филология (арабский и английский языки)(индийский и английский языки)», «Персидская филология (персидский и английский языки)», «Китайский язык. Переводчик», «Китайский язык. Информатика», «Японский язык», «Корейский язык»)
- Русской филологии (специальности — «Русский язык и литература», «Русский язык и литература в национальной школе», «Русский язык и литература (переводчик)», «Начальное образование. Русский язык», «Дошкольное образование. Русский язык», «Лингвистическое обеспечение юридической деятельности (русский, таджикский языки и общее правоведение)»)
- Заочного обучения (специальности — «Таджикский язык и литература», «Делопроизводство и информационное обеспечение управления», «Русский язык и литература в национальной школе», «Начальное образование. Русский язык», «Дошкольное образование. Русский язык», «Дошкольное образование. Русский язык»)